# 2014-es magyar férfi vízilabdakupa
A 2014-es magyar férfi vízilabdakupa (hivatalosan 2014. évi Férfi Vízilabda Theodora Magyar Kupa) a magyar vízilabda-bajnokság után a második legrangosabb hazai versenysorozat. A Magyar Vízilabda-szövetség írja ki és 16 csapat részvételével bonyolítja le. A mérkőzéssorozat győztese a LEN-Európa-kupában indulhat.
2013-ban a kupát a A-Híd Szeged hódította el.

## Sorsolás
A sorsolásra 2014. szeptember 1-én, 12:00 órakor kerül sora Hajós Alfréd Sportuszodában. A sorsolás rendszere: vaksorsolás.

## Lebonyolítás
A verseny két fő szakaszból áll: egy selejtező csoportkörből és egy egyenes kieséses szakaszból. A 2014–15-ös élvonalbeli vízilabda-bajnokság 14 csapata és a további nevezett csapatok négy csoportba kerülnek.
A csoportokban a csapatok egyfordulós – 1–4. forgatási táblázatú – körmérkőzéssel döntik el a helyezéseket. A csoportok első és második helyezett csapatai kerülnek az egyenes kieséses szakaszba. A legjobb nyolc között oda-visszavágós, az elődöntőben és a döntőben pedig egymérkőzéses párharcokat vívnak.

## Csoportkör
A csoportkör során mind a csoportmérkőzéseket ugyanazon a helyszínen rendezték meg. A csapatok körmérkőzéses rendszerben mérkőztek meg egymással. A csoportok első két helyezett csapata jutott a negyeddöntőbe.
| Színmagyarázat                        |
| ------------------------------------- |
| Az egyenes kieséses szakaszba jutott. |
| Kiesett.                              |

### A csoport
A csoportmérkőzéseket Pécsen rendezik.
| #  | Csapat                     | M | GY | D | V | DG–KG | GK  | P |
| -- | -------------------------- | - | -- | - | - | ----- | --- | - |
| 1. | Tiszavirág Szeged Diapolo  | 3 | 3  | 0 | 0 | 43–20 | +23 | 9 |
| 2. | VasasPLAKET                | 3 | 2  | 0 | 1 | 29–29 | 0   | 6 |
| 3. | PVSK-Mecsek Füszért        | 3 | 1  | 0 | 2 | 30–31 | -1  | 3 |
| 4. | Hegyvidék-YBL WPC (OB I/B) | 3 | 0  | 0 | 3 | 21–43 | -22 | 0 |

| 2014. október 4. 10:30 | Tiszavirág Szeged Diapolo | 14-8             | PVSK-Mecsek Füszért | Abay Nemes Oszkár Sportuszoda, Pécs Játékvezetők: Rubos, Birri |
| 2014. október 4. 10:30 | (1-1, 5-3, 4-3, 4-1)      |                  |                     | Abay Nemes Oszkár Sportuszoda, Pécs Játékvezetők: Rubos, Birri |
| 2014. október 4. 10:30 | Manhercz Krisztián 4      | Jegyzőkönyv      | Csacsovszky Alex 3  | Abay Nemes Oszkár Sportuszoda, Pécs Játékvezetők: Rubos, Birri |
| 2014. október 4. 10:30 | 2/10                      | Gól / emberelőny | 2/7                 | Abay Nemes Oszkár Sportuszoda, Pécs Játékvezetők: Rubos, Birri |
| 2014. október 4. 10:30 | 2/2                       | Gól / ötméteres  | 1/2                 | Abay Nemes Oszkár Sportuszoda, Pécs Játékvezetők: Rubos, Birri |

| 2014. október 4. 12:00 | VasasPLAKET          | 12-9             | Hegyvidék-YBL WPC | Abay Nemes Oszkár Sportuszoda, Pécs Játékvezetők: Vogel, Birri |
| 2014. október 4. 12:00 | (4-0, 3-3, 3-2, 2-4) |                  |                   | Abay Nemes Oszkár Sportuszoda, Pécs Játékvezetők: Vogel, Birri |
| 2014. október 4. 12:00 | négy játékos 2       | Jegyzőkönyv      | Kibédi László 5   | Abay Nemes Oszkár Sportuszoda, Pécs Játékvezetők: Vogel, Birri |
| 2014. október 4. 12:00 | 1/6                  | Gól / emberelőny | 4/12              | Abay Nemes Oszkár Sportuszoda, Pécs Játékvezetők: Vogel, Birri |
| 2014. október 4. 12:00 | 0/0                  | Gól / ötméteres  | 2/3               | Abay Nemes Oszkár Sportuszoda, Pécs Játékvezetők: Vogel, Birri |

| 2014. október 4. 18:00 | PVSK-Mecsek Füszért  | 5-11             | VasasPLAKET    | Abay Nemes Oszkár Sportuszoda, Pécs Játékvezetők: Vogel, Birri |
| 2014. október 4. 18:00 | (2-2, 1-5, 1-2, 1-2) |                  |                | Abay Nemes Oszkár Sportuszoda, Pécs Játékvezetők: Vogel, Birri |
| 2014. október 4. 18:00 | Csacsovszky Alex 2   | Jegyzőkönyv      | Goreta Antun 5 | Abay Nemes Oszkár Sportuszoda, Pécs Játékvezetők: Vogel, Birri |
| 2014. október 4. 18:00 | 2/15                 | Gól / emberelőny | 4/8            | Abay Nemes Oszkár Sportuszoda, Pécs Játékvezetők: Vogel, Birri |
| 2014. október 4. 18:00 | 0/0                  | Gól / ötméteres  | 0/0            | Abay Nemes Oszkár Sportuszoda, Pécs Játékvezetők: Vogel, Birri |

| 2014. október 4. 19:30 | Hegyvidék-YBL WPC    | 6-14             | Tiszavirág Szeged Diapolo | Abay Nemes Oszkár Sportuszoda, Pécs Játékvezetők: Vogel, Rubos |
| 2014. október 4. 19:30 | (3-4, 1-5, 0-1, 2-4) |                  |                           | Abay Nemes Oszkár Sportuszoda, Pécs Játékvezetők: Vogel, Rubos |
| 2014. október 4. 19:30 | Gyarmathy Viktor 3   | Jegyzőkönyv      | Manhercz Ádám 3           | Abay Nemes Oszkár Sportuszoda, Pécs Játékvezetők: Vogel, Rubos |
| 2014. október 4. 19:30 | 2/9                  | Gól / emberelőny | 4/7                       | Abay Nemes Oszkár Sportuszoda, Pécs Játékvezetők: Vogel, Rubos |
| 2014. október 4. 19:30 | 1/1                  | Gól / ötméteres  | 0/1                       | Abay Nemes Oszkár Sportuszoda, Pécs Játékvezetők: Vogel, Rubos |

| 2014. október 5. 10:30 | Hegyvidék-YBL WPC    | 6-17             | PVSK-Mecsek Füszért | Abay Nemes Oszkár Sportuszoda, Pécs Játékvezetők: Vogel, Rubos |
| 2014. október 5. 10:30 | (0-6, 3-4, 2-1, 1-6) |                  |                     | Abay Nemes Oszkár Sportuszoda, Pécs Játékvezetők: Vogel, Rubos |
| 2014. október 5. 10:30 | két játékos 2        | Jegyzőkönyv      | három játékos 3     | Abay Nemes Oszkár Sportuszoda, Pécs Játékvezetők: Vogel, Rubos |
| 2014. október 5. 10:30 | 1/16                 | Gól / emberelőny | 4/10                | Abay Nemes Oszkár Sportuszoda, Pécs Játékvezetők: Vogel, Rubos |
| 2014. október 5. 10:30 | 2/2                  | Gól / ötméteres  | 1/2                 | Abay Nemes Oszkár Sportuszoda, Pécs Játékvezetők: Vogel, Rubos |

| 2014. október 5. 12:00 | Tiszavirág Szeged Diapolo | 15-6             | VasasPLAKET   | Abay Nemes Oszkár Sportuszoda, Pécs Játékvezetők: Birri, Vogel |
| 2014. október 5. 12:00 | (3-0, 5-1, 4-3, 3-2)      |                  |               | Abay Nemes Oszkár Sportuszoda, Pécs Játékvezetők: Birri, Vogel |
| 2014. október 5. 12:00 | Kiss Csaba 3              | Jegyzőkönyv      | hat játékos 1 | Abay Nemes Oszkár Sportuszoda, Pécs Játékvezetők: Birri, Vogel |
| 2014. október 5. 12:00 | 3/9                       | Gól / emberelőny | 4/8           | Abay Nemes Oszkár Sportuszoda, Pécs Játékvezetők: Birri, Vogel |
| 2014. október 5. 12:00 | 3/3                       | Gól / ötméteres  | 1/1           | Abay Nemes Oszkár Sportuszoda, Pécs Játékvezetők: Birri, Vogel |

### B csoport
A csoportmérkőzéseket Debrecenben rendezik.
| #  | Csapat               | M | GY | D | V | DG–KG | GK  | P |
| -- | -------------------- | - | -- | - | - | ----- | --- | - |
| 1. | ZF-Eger              | 3 | 3  | 0 | 0 | 42–21 | +21 | 9 |
| 2. | A HÍD-OSC-Újbuda     | 3 | 2  | 0 | 1 | 32–26 | +6  | 6 |
| 3. | Debreceni VSE        | 3 | 0  | 1 | 2 | 17–30 | -13 | 1 |
| 4. | UVSE-Hunguest Hotels | 3 | 0  | 1 | 2 | 25–39 | -14 | 1 |

| 2014. október 4. 11:00 | ZF-Eger              | 13-6             | A HÍD-OSC-Újbuda  | Debreceni Sportuszoda, Debrecen Játékvezetők: Németh, Molnár |
| 2014. október 4. 11:00 | (5-1, 3-1, 2-2, 3-2) |                  |                   | Debreceni Sportuszoda, Debrecen Játékvezetők: Németh, Molnár |
| 2014. október 4. 11:00 | Szívós Márton 4      | Jegyzőkönyv      | Gór Nagy Miklós 3 | Debreceni Sportuszoda, Debrecen Játékvezetők: Németh, Molnár |
| 2014. október 4. 11:00 | 1/6                  | Gól / emberelőny | 2/8               | Debreceni Sportuszoda, Debrecen Játékvezetők: Németh, Molnár |
| 2014. október 4. 11:00 | 1/1                  | Gól / ötméteres  | 0/0               | Debreceni Sportuszoda, Debrecen Játékvezetők: Németh, Molnár |

| 2014. október 4. 12:30 | Debreceni VSE        | 7-7              | UVSE-Hunguest Hotels    | Debreceni Sportuszoda, Debrecen Játékvezetők: Marosvári, Molnár |
| 2014. október 4. 12:30 | (2-1, 0-2, 2-2, 3-2) |                  |                         | Debreceni Sportuszoda, Debrecen Játékvezetők: Marosvári, Molnár |
| 2014. október 4. 12:30 | Kállay Márk 4        | Jegyzőkönyv      | Kovács Csatlós Róbert 3 | Debreceni Sportuszoda, Debrecen Játékvezetők: Marosvári, Molnár |
| 2014. október 4. 12:30 | 2/7                  | Gól / emberelőny | 3/7                     | Debreceni Sportuszoda, Debrecen Játékvezetők: Marosvári, Molnár |
| 2014. október 4. 12:30 | 1/2                  | Gól / ötméteres  | 1/1                     | Debreceni Sportuszoda, Debrecen Játékvezetők: Marosvári, Molnár |

| 2014. október 4. 18:00 | A HÍD-OSC-Újbuda     | 9-4              | Debreceni VSE | Debreceni Sportuszoda, Debrecen Játékvezetők: Marosvári, Németh |
| 2014. október 4. 18:00 | (2-1, 1-1, 4-0, 2-2) |                  |               | Debreceni Sportuszoda, Debrecen Játékvezetők: Marosvári, Németh |
| 2014. október 4. 18:00 | Kovács Gábor 3       | Jegyzőkönyv      | Kállay Márk 2 | Debreceni Sportuszoda, Debrecen Játékvezetők: Marosvári, Németh |
| 2014. október 4. 18:00 | 3/10                 | Gól / emberelőny | 0/6           | Debreceni Sportuszoda, Debrecen Játékvezetők: Marosvári, Németh |
| 2014. október 4. 18:00 | 0/1                  | Gól / ötméteres  | 0/2           | Debreceni Sportuszoda, Debrecen Játékvezetők: Marosvári, Németh |

| 2014. október 4. 19:30 | UVSE-Hunguest Hotels | 9-15             | ZF-Eger          | Debreceni Sportuszoda, Debrecen Játékvezetők: Molnár, Németh |
| 2014. október 4. 19:30 | (1-6, 3-3, 1-2, 4-4) |                  |                  | Debreceni Sportuszoda, Debrecen Játékvezetők: Molnár, Németh |
| 2014. október 4. 19:30 | három játékos 2      | Jegyzőkönyv      | Bedő Krisztián 4 | Debreceni Sportuszoda, Debrecen Játékvezetők: Molnár, Németh |
| 2014. október 4. 19:30 | 2/6                  | Gól / emberelőny | 2/5              | Debreceni Sportuszoda, Debrecen Játékvezetők: Molnár, Németh |
| 2014. október 4. 19:30 | 1/1                  | Gól / ötméteres  | 1/1              | Debreceni Sportuszoda, Debrecen Játékvezetők: Molnár, Németh |

| 2014. október 5. 9:30 | UVSE-Hunguest Hotels | 9-17             | A HÍD-OSC-Újbuda | Debreceni Sportuszoda, Debrecen Játékvezetők: Németh, Marosvári |
| 2014. október 5. 9:30 | (0-4, 3-6, 3-4, 3-3) |                  |                  | Debreceni Sportuszoda, Debrecen Játékvezetők: Németh, Marosvári |
| 2014. október 5. 9:30 | Dávid Zoltán Péter 3 | Jegyzőkönyv      | Kevin Graham 3   | Debreceni Sportuszoda, Debrecen Játékvezetők: Németh, Marosvári |
| 2014. október 5. 9:30 | 3/7                  | Gól / emberelőny | 1/5              | Debreceni Sportuszoda, Debrecen Játékvezetők: Németh, Marosvári |
| 2014. október 5. 9:30 | 2/2                  | Gól / ötméteres  | 1/2              | Debreceni Sportuszoda, Debrecen Játékvezetők: Németh, Marosvári |

| 2014. október 5. 11:00 | ZF-Eger              | 14-6             | Debreceni VSE    | Debreceni Sportuszoda, Debrecen Játékvezetők: Molnár, Németh |
| 2014. október 5. 11:00 | (5-3, 0-0, 3-2, 6-1) |                  |                  | Debreceni Sportuszoda, Debrecen Játékvezetők: Molnár, Németh |
| 2014. október 5. 11:00 | Boris Vapenski 4     | Jegyzőkönyv      | Kincses Attila 3 | Debreceni Sportuszoda, Debrecen Játékvezetők: Molnár, Németh |
| 2014. október 5. 11:00 | 3/9                  | Gól / emberelőny | 1/8              | Debreceni Sportuszoda, Debrecen Játékvezetők: Molnár, Németh |
| 2014. október 5. 11:00 | 1/2                  | Gól / ötméteres  | 1/1              | Debreceni Sportuszoda, Debrecen Játékvezetők: Molnár, Németh |

### C csoport
A csoportmérkőzéseket Miskolcon rendezik.
| #  | Csapat                | M | GY | D | V | DG–KG | GK | P |
| -- | --------------------- | - | -- | - | - | ----- | -- | - |
| 1. | BVSC-Zugló            | 3 | 2  | 1 | 0 | 28–21 | +7 | 7 |
| 2. | Racionet Honvéd       | 3 | 1  | 2 | 0 | 21–20 | +1 | 5 |
| 3. | KSI SE                | 3 | 1  | 0 | 2 | 26–27 | -1 | 3 |
| 4. | MVLC-Miskolc (OB I/B) | 3 | 0  | 1 | 2 | 21–28 | -7 | 1 |

| 2014. október 4. 13:00 | Racionet Honvéd      | 7-7              | MVLC-Miskolc       | Kemény Dénes Uszoda, Miskolc Játékvezetők: Kun, Marjay |
| 2014. október 4. 13:00 | (2-3, 0-2, 3-1, 2-1) |                  |                    | Kemény Dénes Uszoda, Miskolc Játékvezetők: Kun, Marjay |
| 2014. október 4. 13:00 | két játékos 2        | Jegyzőkönyv      | Szilvasán Patrik 2 | Kemény Dénes Uszoda, Miskolc Játékvezetők: Kun, Marjay |
| 2014. október 4. 13:00 | 4/6                  | Gól / emberelőny | 3/5                | Kemény Dénes Uszoda, Miskolc Játékvezetők: Kun, Marjay |
| 2014. október 4. 13:00 | 0/0                  | Gól / ötméteres  | 0/0                | Kemény Dénes Uszoda, Miskolc Játékvezetők: Kun, Marjay |

| 2014. október 4. 14:30 | BVSC-Zugló           | 12-8             | KSI SE         | Kemény Dénes Uszoda, Miskolc Játékvezetők: Dodog, Kun |
| 2014. október 4. 14:30 | (2-2, 3-2, 3-1, 4-3) |                  |                | Kemény Dénes Uszoda, Miskolc Játékvezetők: Dodog, Kun |
| 2014. október 4. 14:30 | Kovács Péter 4       | Jegyzőkönyv      | Kovács Gergő 3 | Kemény Dénes Uszoda, Miskolc Játékvezetők: Dodog, Kun |
| 2014. október 4. 14:30 | 3/6                  | Gól / emberelőny | 1/6            | Kemény Dénes Uszoda, Miskolc Játékvezetők: Dodog, Kun |
| 2014. október 4. 14:30 | 0/1                  | Gól / ötméteres  | 3/3            | Kemény Dénes Uszoda, Miskolc Játékvezetők: Dodog, Kun |

| 2014. október 4. 19:00 | MVLC-Miskolc         | 7-10             | BVSC-Zugló       | Kemény Dénes Uszoda, Miskolc Játékvezetők: Marjay, Kun |
| 2014. október 4. 19:00 | (1-4, 1-1, 2-2, 3-3) |                  |                  | Kemény Dénes Uszoda, Miskolc Játékvezetők: Marjay, Kun |
| 2014. október 4. 19:00 | két játékos 2        | Jegyzőkönyv      | Pásztor Mátyás 3 | Kemény Dénes Uszoda, Miskolc Játékvezetők: Marjay, Kun |
| 2014. október 4. 19:00 | 2/7                  | Gól / emberelőny | 5/9              | Kemény Dénes Uszoda, Miskolc Játékvezetők: Marjay, Kun |
| 2014. október 4. 19:00 | 0/1                  | Gól / ötméteres  | 0/1              | Kemény Dénes Uszoda, Miskolc Játékvezetők: Marjay, Kun |

| 2014. október 4. 20:30 | KSI SE               | 7-8              | Racionet Honvéd | Kemény Dénes Uszoda, Miskolc Játékvezetők: Dodog, Kun |
| 2014. október 4. 20:30 | (3-1, 1-3, 1-3, 2-1) |                  |                 | Kemény Dénes Uszoda, Miskolc Játékvezetők: Dodog, Kun |
| 2014. október 4. 20:30 | három játékos 2      | Jegyzőkönyv      | Nenad Stojcic 2 | Kemény Dénes Uszoda, Miskolc Játékvezetők: Dodog, Kun |
| 2014. október 4. 20:30 | 1/3                  | Gól / emberelőny | 0/4             | Kemény Dénes Uszoda, Miskolc Játékvezetők: Dodog, Kun |
| 2014. október 4. 20:30 | 3/3                  | Gól / ötméteres  | 1/2             | Kemény Dénes Uszoda, Miskolc Játékvezetők: Dodog, Kun |

| 2014. október 5. 11:00 | Racionet Honvéd      | 6-6              | BVSC-Zugló       | Kemény Dénes Uszoda, Miskolc Játékvezetők: Marjay, Dodog |
| 2014. október 5. 11:00 | (3-1, 2-2, 0-1, 1-2) |                  |                  | Kemény Dénes Uszoda, Miskolc Játékvezetők: Marjay, Dodog |
| 2014. október 5. 11:00 | Fülöp Bence 3        | Jegyzőkönyv      | Pásztor Mátyás 2 | Kemény Dénes Uszoda, Miskolc Játékvezetők: Marjay, Dodog |
| 2014. október 5. 11:00 | 1/5                  | Gól / emberelőny | 2/8              | Kemény Dénes Uszoda, Miskolc Játékvezetők: Marjay, Dodog |
| 2014. október 5. 11:00 | 1/1                  | Gól / ötméteres  | 1/2              | Kemény Dénes Uszoda, Miskolc Játékvezetők: Marjay, Dodog |

| 2014. október 5. 12:30 | KSI SE               | 11-7             | MVLC-Miskolc         | Kemény Dénes Uszoda, Miskolc Játékvezetők: Marjay, Dodog |
| 2014. október 5. 12:30 | (3-1, 3-1, 2-3, 3-2) |                  |                      | Kemény Dénes Uszoda, Miskolc Játékvezetők: Marjay, Dodog |
| 2014. október 5. 12:30 | Bicskei Attila 3     | Jegyzőkönyv      | Kerschbaum Norbert 2 | Kemény Dénes Uszoda, Miskolc Játékvezetők: Marjay, Dodog |
| 2014. október 5. 12:30 | 4/12                 | Gól / emberelőny | 3/8                  | Kemény Dénes Uszoda, Miskolc Játékvezetők: Marjay, Dodog |
| 2014. október 5. 12:30 | 2/3                  | Gól / ötméteres  | 1/2                  | Kemény Dénes Uszoda, Miskolc Játékvezetők: Marjay, Dodog |

### D csoport
A csoportmérkőzéseket Szentesen rendezik.
| #  | Csapat                | M | GY | D | V | DG–KG | GK  | P |
| -- | --------------------- | - | -- | - | - | ----- | --- | - |
| 1. | Szolnoki Dózsa-KÖZGÉP | 3 | 3  | 0 | 0 | 43–12 | +31 | 9 |
| 2. | Széchenyi Bank-FTC    | 3 | 2  | 0 | 1 | 26–27 | -1  | 6 |
| 3. | Kaposvári VK          | 3 | 1  | 0 | 2 | 23–31 | -8  | 3 |
| 4. | Valdor-Szentes        | 3 | 0  | 0 | 3 | 16–38 | -22 | 0 |

| 2014. október 4. 10:00 | Szolnoki Dózsa-KÖZGÉP | 15-3             | Valdor-Szentes  | Szentesi Uszoda, Szentes Játékvezetők: Székely, Fodor |
| 2014. október 4. 10:00 | (3-0, 6-1, 2-2, 4-0)  |                  |                 | Szentesi Uszoda, Szentes Játékvezetők: Székely, Fodor |
| 2014. október 4. 10:00 | Madaras Norbert 4     | Jegyzőkönyv      | három játékos 1 | Szentesi Uszoda, Szentes Játékvezetők: Székely, Fodor |
| 2014. október 4. 10:00 | 3/7                   | Gól / emberelőny | 0/7             | Szentesi Uszoda, Szentes Játékvezetők: Székely, Fodor |
| 2014. október 4. 10:00 | 1/1                   | Gól / ötméteres  | 1/1             | Szentesi Uszoda, Szentes Játékvezetők: Székely, Fodor |

| 2014. október 4. 12:00 | Kaposvári VK         | 6-11             | Széchenyi Bank-FTC | Szentesi Uszoda, Szentes Játékvezetők: Petik, Fodor |
| 2014. október 4. 12:00 | (2-3, 1-2, 0-4, 3-2) |                  |                    | Szentesi Uszoda, Szentes Játékvezetők: Petik, Fodor |
| 2014. október 4. 12:00 | Oliver Vikalo 2      | Jegyzőkönyv      | Jansik Szilárd 3   | Szentesi Uszoda, Szentes Játékvezetők: Petik, Fodor |
| 2014. október 4. 12:00 | 3/10                 | Gól / emberelőny | 4/6                | Szentesi Uszoda, Szentes Játékvezetők: Petik, Fodor |
| 2014. október 4. 12:00 | 1/1                  | Gól / ötméteres  | 1/1                | Szentesi Uszoda, Szentes Játékvezetők: Petik, Fodor |

| 2014. október 4. 18:00 | Valdor-Szentes       | 5-13             | Kaposvári VK   | Szentesi Uszoda, Szentes Játékvezetők: Fododr, Székely |
| 2014. október 4. 18:00 | (1-3, 1-4, 1-3, 2-3) |                  |                | Szentesi Uszoda, Szentes Játékvezetők: Fododr, Székely |
| 2014. október 4. 18:00 | őt játékos 1         | Jegyzőkönyv      | Jeremy Davie 4 | Szentesi Uszoda, Szentes Játékvezetők: Fododr, Székely |
| 2014. október 4. 18:00 | 0/7                  | Gól / emberelőny | 4/6            | Szentesi Uszoda, Szentes Játékvezetők: Fododr, Székely |
| 2014. október 4. 18:00 | 0/0                  | Gól / ötméteres  | 1/1            | Szentesi Uszoda, Szentes Játékvezetők: Fododr, Székely |

| 2014. október 4. 19:30 | Széchenyi Bank-FTC             | 5-13             | Szolnoki Dózsa-KÖZGÉP | Szentesi Uszoda, Szentes Játékvezetők: Székely, Petik |
| 2014. október 4. 19:30 | (-, -, -, -2-4, 1-3, 0-4, 2-2) |                  |                       | Szentesi Uszoda, Szentes Játékvezetők: Székely, Petik |
| 2014. október 4. 19:30 | őt játékos 1                   | Jegyzőkönyv      | Varga Dénes 5         | Szentesi Uszoda, Szentes Játékvezetők: Székely, Petik |
| 2014. október 4. 19:30 | 1/4                            | Gól / emberelőny | 3/9                   | Szentesi Uszoda, Szentes Játékvezetők: Székely, Petik |
| 2014. október 4. 19:30 | 1/1                            | Gól / ötméteres  | 1/1                   | Szentesi Uszoda, Szentes Játékvezetők: Székely, Petik |

| 2014. október 5. 11:00 | Széchenyi Bank-FTC   | 10-8             | Valdor-Szentes  | Szentesi Uszoda, Szentes Játékvezetők: Petik, Székely |
| 2014. október 5. 11:00 | (3-1, 2-2, 1-3, 4-2) |                  |                 | Szentesi Uszoda, Szentes Játékvezetők: Petik, Székely |
| 2014. október 5. 11:00 | Roach Aidan 2        | Jegyzőkönyv      | kettő játékos 2 | Szentesi Uszoda, Szentes Játékvezetők: Petik, Székely |
| 2014. október 5. 11:00 | 4/7                  | Gól / emberelőny | 4/13            | Szentesi Uszoda, Szentes Játékvezetők: Petik, Székely |
| 2014. október 5. 11:00 | 1/1                  | Gól / ötméteres  | 1/1             | Szentesi Uszoda, Szentes Játékvezetők: Petik, Székely |

| 2014. október 5. 12:30 | Szolnoki Dózsa-KÖZGÉP | 15-4             | Kaposvári VK   | Szentesi Uszoda, Szentes Játékvezetők: Petik, Fodor |
| 2014. október 5. 12:30 | (3-1, 6-1, 2-0, 4-2)  |                  |                | Szentesi Uszoda, Szentes Játékvezetők: Petik, Fodor |
| 2014. október 5. 12:30 | Stefan Mitrović 3     | Jegyzőkönyv      | négy játékos 1 | Szentesi Uszoda, Szentes Játékvezetők: Petik, Fodor |
| 2014. október 5. 12:30 | 5/8                   | Gól / emberelőny | 1/4            | Szentesi Uszoda, Szentes Játékvezetők: Petik, Fodor |
| 2014. október 5. 12:30 | 1/2                   | Gól / ötméteres  | 0/0            | Szentesi Uszoda, Szentes Játékvezetők: Petik, Fodor |

## Negyeddöntők
A továbbjutott 8 csapatot vaksorsolással 4 párba sorsolják. A párba sorsolt csapatok két mérkőzést játszanak az elődöntőbe jutásért. A továbbjutás a két mérkőzés összesített eredménye alapján történik. Az első mérkőzésen pályaválasztó az elsőnek kisorsolt csapat. Az első mérkőzéseken döntetlen eredmény születhet, a második mérkőzést döntésig kell játszani (Fina szabálynak megfelelően5db 5 méteres, amennyiben nincs döntés felváltva az első hibáig)
| 1.csapat                  | Össz. | 2.csapat              | 1. mérk. | 2. mérk. |
| ------------------------- | ----- | --------------------- | -------- | -------- |
| ZF-Eger                   | 27–18 | VasasPLAKET           | 11–4     | 16–14    |
| Racionet Honvéd           | 17–15 | Széchenyi Bank-FTC    | 12–7     | 5–8      |
| Tiszavirág Szeged Diapolo | 15–22 | Szolnoki Dózsa-KÖZGÉP | 7–10     | 8–12     |
| A HÍD-OSC-Újbuda          | 25-17 | BVSC-Zugló            | 14-8     | 11-9     |

1. mérkőzések
| 2014. november 8. 18:00 | ZF-Eger               | 11-4             | VasasPLAKET    | Bitskey Aladár Uszoda, Eger Játékvezetők: Kórós, Németh |
| 2014. november 8. 18:00 | (5-1, 1-1, 3-1, 2-1)  |                  |                | Bitskey Aladár Uszoda, Eger Játékvezetők: Kórós, Németh |
| 2014. november 8. 18:00 | Hosnyánszky Norbert 4 | Jegyzőkönyv      | Goreta Antun 2 | Bitskey Aladár Uszoda, Eger Játékvezetők: Kórós, Németh |
| 2014. november 8. 18:00 | 2/12                  | Gól / emberelőny | 4/7            | Bitskey Aladár Uszoda, Eger Játékvezetők: Kórós, Németh |
| 2014. november 8. 18:00 | 1/1                   | Gól / ötméteres  | 0/0            | Bitskey Aladár Uszoda, Eger Játékvezetők: Kórós, Németh |

| 2014. november 8. 18:00 | Racionet Honvéd      | 12-7             | Széchenyi Bank-FTC | Kőér Utcai Uszoda, Budapest Játékvezetők: Molnár, Petik |
| 2014. november 8. 18:00 | (3-2, 2-1, 2-1, 5-3) |                  |                    | Kőér Utcai Uszoda, Budapest Játékvezetők: Molnár, Petik |
| 2014. november 8. 18:00 | Fülöp Bence 5        | Jegyzőkönyv      | kettő játékos 2    | Kőér Utcai Uszoda, Budapest Játékvezetők: Molnár, Petik |
| 2014. november 8. 18:00 | 2/7                  | Gól / emberelőny | 4/14               | Kőér Utcai Uszoda, Budapest Játékvezetők: Molnár, Petik |
| 2014. november 8. 18:00 | 1/0                  | Gól / ötméteres  | 0/0                | Kőér Utcai Uszoda, Budapest Játékvezetők: Molnár, Petik |

| 2014. november 8. 18:00 | Tiszavirág Szeged Diapolo | 7-10             | Szolnoki Dózsa-KÖZGÉP | Szegedi Sportuszoda, Szeged Játékvezetők: Székely, Dodog |
| 2014. november 8. 18:00 | (2-2, 2-2, 1-3, 2-3)      |                  |                       | Szegedi Sportuszoda, Szeged Játékvezetők: Székely, Dodog |
| 2014. november 8. 18:00 | Manhercz Krisztián 3      | Jegyzőkönyv      | kettő játékos 2       | Szegedi Sportuszoda, Szeged Játékvezetők: Székely, Dodog |
| 2014. november 8. 18:00 | 4/8                       | Gól / emberelőny | 3/11                  | Szegedi Sportuszoda, Szeged Játékvezetők: Székely, Dodog |
| 2014. november 8. 18:00 | 1/0                       | Gól / ötméteres  | 0/0                   | Szegedi Sportuszoda, Szeged Játékvezetők: Székely, Dodog |

| 2014. november 8. 18:30 | A HÍD-OSC-Újbuda     | 14-8             | BVSC-Zugló   | Nyéki Imre Uszoda, Budapest Játékvezetők: Marosvári, Hamonnai |
| 2014. november 8. 18:30 | (4-2, 3-1, 3-2, 4-3) |                  |              | Nyéki Imre Uszoda, Budapest Játékvezetők: Marosvári, Hamonnai |
| 2014. november 8. 18:30 | Drasko Brguljan 3    | Jegyzőkönyv      | Török Béla 3 | Nyéki Imre Uszoda, Budapest Játékvezetők: Marosvári, Hamonnai |
| 2014. november 8. 18:30 | 3/8                  | Gól / emberelőny | 1/9          | Nyéki Imre Uszoda, Budapest Játékvezetők: Marosvári, Hamonnai |
| 2014. november 8. 18:30 | 0/0                  | Gól / ötméteres  | 2/2          | Nyéki Imre Uszoda, Budapest Játékvezetők: Marosvári, Hamonnai |

2. mérkőzések
| 2014. november 9. 18:00 | VasasPLAKET          | 14-16            | ZF-Eger         | Komjádi Béla Sportuszoda, Budapest Játékvezetők: Rubos, Marnitz |
| 2014. november 9. 18:00 | (2-2, 3-7, 4-2, 5-5) |                  |                 | Komjádi Béla Sportuszoda, Budapest Játékvezetők: Rubos, Marnitz |
| 2014. november 9. 18:00 | két játékos 4        | Jegyzőkönyv      | Szivós Márton 4 | Komjádi Béla Sportuszoda, Budapest Játékvezetők: Rubos, Marnitz |
| 2014. november 9. 18:00 | 5/9                  | Gól / emberelőny | 5/12            | Komjádi Béla Sportuszoda, Budapest Játékvezetők: Rubos, Marnitz |
| 2014. november 9. 18:00 | 2/2                  | Gól / ötméteres  | 3/4             | Komjádi Béla Sportuszoda, Budapest Játékvezetők: Rubos, Marnitz |

| 2014. november 9. 17:00 | Széchenyi Bank-FTC   | 8-5              | Racionet Honvéd | , Budapest Játékvezetők: Marjay, Székely |
| 2014. november 9. 17:00 | (1-1, 3-1, 1-1, 3-2) |                  |                 | , Budapest Játékvezetők: Marjay, Székely |
| 2014. november 9. 17:00 | Katonás Gergely 3    | Jegyzőkönyv      | Kiss Gergely 2  | , Budapest Játékvezetők: Marjay, Székely |
| 2014. november 9. 17:00 | 4/9                  | Gól / emberelőny | 1/7             | , Budapest Játékvezetők: Marjay, Székely |
| 2014. november 9. 17:00 | 1/1                  | Gól / ötméteres  | 0/0             | , Budapest Játékvezetők: Marjay, Székely |

| 2014. november 9. 18:00 | Szolnoki Dózsa-KÖZGÉP | 12-8             | Tiszavirág Szeged Diapolo | Tiszaligeti Uszoda, Szolnok Játékvezetők: Lázár, Horváth |
| 2014. november 9. 18:00 | (3-1, 5-2, 2-3, 2-2)  |                  |                           | Tiszaligeti Uszoda, Szolnok Játékvezetők: Lázár, Horváth |
| 2014. november 9. 18:00 | Milan Aleksić 3       | Jegyzőkönyv      | két játékos 2             | Tiszaligeti Uszoda, Szolnok Játékvezetők: Lázár, Horváth |
| 2014. november 9. 18:00 | 2/7                   | Gól / emberelőny | 2/10                      | Tiszaligeti Uszoda, Szolnok Játékvezetők: Lázár, Horváth |
| 2014. november 9. 18:00 | 2/3                   | Gól / ötméteres  | 0/0                       | Tiszaligeti Uszoda, Szolnok Játékvezetők: Lázár, Horváth |

| 2014. november 9. 17:00 | BVSC-Zugló           | 9-11             | A HÍD-OSC-Újbuda | Szőnyi úti uszoda, Budapest Játékvezetők: Füzesi, Fodor |
| 2014. november 9. 17:00 | (2-3, 1-3, 1-4, 5-1) |                  |                  | Szőnyi úti uszoda, Budapest Játékvezetők: Füzesi, Fodor |
| 2014. november 9. 17:00 | Szabó Bendegúz 3     | Jegyzőkönyv      | Kovács Gábor 4   | Szőnyi úti uszoda, Budapest Játékvezetők: Füzesi, Fodor |
| 2014. november 9. 17:00 | 1/6                  | Gól / emberelőny | 1/4              | Szőnyi úti uszoda, Budapest Játékvezetők: Füzesi, Fodor |
| 2014. november 9. 17:00 | 1/1                  | Gól / ötméteres  | 0/0              | Szőnyi úti uszoda, Budapest Játékvezetők: Füzesi, Fodor |

## Elődöntők
Az elődöntőbe jutott 4 csapat között sorsolással kerül kiválasztásra a két-két csapat, melyek egy mérkőzésen küzdenek meg a döntőbe jutásért. A vesztes csapatok nem játszanak a harmadik helyért, mind a két csapat harmadik helyezettnek tekintendő. Az elődöntő és a döntő helyszíne Szentes.
| 2014. december 5. 17:45 | Racionet Honvéd      | 1-8              | A HÍD-OSC-Újbuda | Szentesi Uszoda, Szentes Játékvezetők: Petik, Csizmadia |
| 2014. december 5. 17:45 | (0-2, 0-0, 1-4, 0-2) |                  |                  | Szentesi Uszoda, Szentes Játékvezetők: Petik, Csizmadia |
| 2014. december 5. 17:45 | Fazekas Tibor 1      | Jegyzőkönyv      | két játékos 2    | Szentesi Uszoda, Szentes Játékvezetők: Petik, Csizmadia |
| 2014. december 5. 17:45 | 1/12                 | Gól / emberelőny | 2/9              | Szentesi Uszoda, Szentes Játékvezetők: Petik, Csizmadia |
| 2014. december 5. 17:45 | 0/1                  | Gól / ötméteres  | 0/0              | Szentesi Uszoda, Szentes Játékvezetők: Petik, Csizmadia |

| 2014. december 5. 19:35 | ZF-Eger              | 5-6              | Szolnoki Dózsa-KÖZGÉP | Szentesi Uszoda, Szentes Játékvezetők: Dodog, Németh |
| 2014. december 5. 19:35 | (0-0, 0-2, 2-3, 3-1) |                  |                       | Szentesi Uszoda, Szentes Játékvezetők: Dodog, Németh |
| 2014. december 5. 19:35 | két játékos 2        | Jegyzőkönyv      | három játékos 2       | Szentesi Uszoda, Szentes Játékvezetők: Dodog, Németh |
| 2014. december 5. 19:35 | 1/9                  | Gól / emberelőny | 3/8                   | Szentesi Uszoda, Szentes Játékvezetők: Dodog, Németh |
| 2014. december 5. 19:35 | 2/2                  | Gól / ötméteres  | 1/1                   | Szentesi Uszoda, Szentes Játékvezetők: Dodog, Németh |

## Döntő
Az elődöntő két győztes csapat a mérkőzhet a kupa elnyeréséért. Az elődöntő és a döntő helyszíne Szentes.
| 2014. december 7. 19:00 | A HÍD-OSC-Újbuda     | 7-10             | Szolnoki Dózsa-KÖZGÉP | Szentesi Uszoda, Szentes Játékvezetők: Kun, Székely |
| 2014. december 7. 19:00 | (2-1, 0-2, 2-2, 3-5) |                  |                       | Szentesi Uszoda, Szentes Játékvezetők: Kun, Székely |
| 2014. december 7. 19:00 | két játékos 2        | Jegyzőkönyv      | négy játékos 2        | Szentesi Uszoda, Szentes Játékvezetők: Kun, Székely |
| 2014. december 7. 19:00 | 3/11                 | Gól / emberelőny | 4/11                  | Szentesi Uszoda, Szentes Játékvezetők: Kun, Székely |
| 2014. december 7. 19:00 | 0/0                  | Gól / ötméteres  | 0/0                   | Szentesi Uszoda, Szentes Játékvezetők: Kun, Székely |

| 2014. évi Férfi Vízilabda Theodora Magyar Kupa |
| ---------------------------------------------- |
| Szolnoki Dózsa-KÖZGÉP 4. cím                   |